# 趙金仙
趙 金仙（ちょう きんせん、1110年1月以前 - 1117年）は、北宋の徽宗の第15皇女。

## 経歴
才人崔氏（後に淑妃、また庶人となった）の長女として生まれた。同母妹に敦福帝姫・寧福帝姫・仁福帝姫・永福帝姫がいる。
大観4年（1110年）1月18日、徽福公主の位を授けられた。政和3年（1113年）閏4月、徽福帝姫の位を改授された。
政和7年（1117年）10月、死去した。諡は「悼穆」。

## 伝記資料
- 『宋会要輯稿』